# The Adult Channel
The Adult Channel er en britiskbaseret satellit-tv-kanal, der sender pornofilm. Kanalen distribueres i Storbritannien, Irland, Belgien samt i Finland. 
I Skandinavien blev kanalen distribueret via Canal Digital men er ophørt fra 1. december 2015. 
Kanalen har bl.a. produceret Doctor Screw.  